# سان جوليانو تيرمي
سان جوليانو تيرمي هي بلدية تقع في مقاطعة بيزا تحديدا في منطقة توسكانا الإيطالية وتبعد حوالي 80 كيلومتر (50 ميل) غرب فلورنسا وحوالي 5 كيلومتر (3 ميل) شمال شرق بيزا .

## أهم المعالم السياحية
وكانت منطقة تلال بيزا بالفعل نقطة تجذب المسافرين المستنيرين في أوائل القرن الثامن عشر أثناء فترة إنتشار السبا الحراري في سان جوليانو كالتي أخبرنا بها كارلو جولدوني والتي يمكننا الاستمرار في الاستمتاع بها اليوم. ومن بين المنازل الفارهه في المنطقة:
- فيلا دي اجنانو
- فيلا لو مولينا
- فيلا رونشيوني
- فيلا تاديني Buoninsegni
- فيلا ألتا
- فيلا دي كورليانو . يضم لوحات جدارية رسمها أندريا بوسكولي من عام 1592.

## أشخاص بارزون من سان جوليانو تيرمي
- البرتو باتيستوني ، لاعب كرة قدم
- ماسيمو باربوتي ، لاعب كرة قدم
- ماسيمو كارماسي ، مهندس معماري
- دييغو فابريني ، لاعب كرة قدم
- فرانشيسكو موريني ، لاعب كرة قدم
- ليو باردي ، عالم الحيوان وعلم السلوك

## المدن التوأم
- باد تولتز, ألمانيا, عام 2003